# Поліакрилат натрію
Поліакрилат натрію (англ. sodium polyacrylate, Amoco Drillaid 425 SPA, Ben-Ex, нім. Natriumpolyakrylat m) — синтетичний полімер акрилонітрилу з високою молекулярною масою. Являє собою аніонний поліелектроліт з негативно зарядженими карбоксильними групами в основному ланцюзі.
Одним з основних властивостей сполуки є здатність абсорбувати рідини в 200—300 разів більше власної ваги. При взаємодії з водою утворює штучний сніг.

## Застосування
Застосовується при:
- Свердловинному видобутку корисних копалин для регулювання водовіддачі глинистого розчину.
- Виробництві миючих засобів
- Виробництві згущувачів
- Виробництві дитячих підгузків